# Kolor

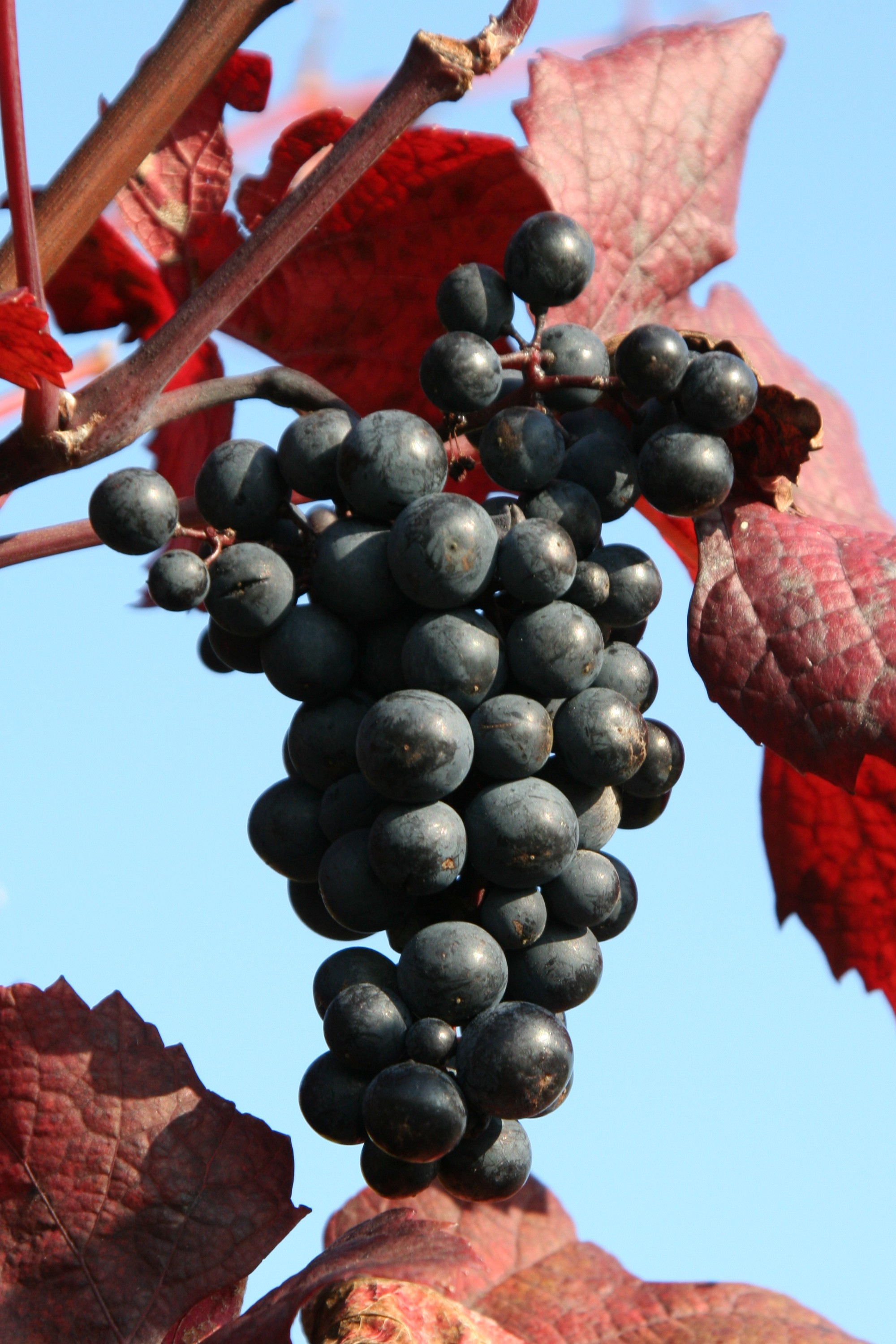
Die rote Rebsorte Kolor

Der Kolor ist eine Rotweinsorte. Er ist eine Neuzüchtung von Johannes Zimmermann, die durch Kreuzung der Rebsorten Spätburgunder und Teinturier du Cher im Jahr 1938 im Staatlichen Weinbauinstitut in Freiburg im Breisgau entstanden ist. Die Angaben des Züchters zu den Kreuzungseltern wurden durch DNA-Analyse bestätigt. Der Sortenschutz wurde im Jahr 1974 erteilt. Der Kolor belegte jedoch selten kommerziell genutzte Anbauflächen. Im Jahr 2007 lag die bestockte Rebfläche in Neuseeland bei stagnierender Tendenz bei 3 Hektar.
Die Sorte erbringt dunkle und farbkräftige Rotweine, da sie eine Färbertraube ist. Färbertrauben verfügen nicht nur über eine rote Haut, sondern auch über rotes, anstatt grauem oder farblosem Fruchtfleisch. Dadurch ist auch im Saft ein erheblicher Anteil roter Pigmente vorhanden, was den daraus gekelterten Wein besonders farbkräftig macht. Die Pigmente sind im gesamten Pflanzengewebe vorhanden. Dadurch färben sich auch die Blätter relativ früh rot. Diese Eigenschaft erhielt sie von der alten Sorte Teinturier du Cher. Kolor ist eine Varietät der Edlen Weinrebe (Vitis vinifera). Sie besitzt zwittrige Blüten und ist somit selbstfruchtend. Beim Weinbau wird der ökonomische Nachteil vermieden, keinen Ertrag liefernde, männliche Pflanzen anbauen zu müssen.
Die spätreifende Sorte ist bis heute nicht besonders bekannt geworden und wurde bereits frühzeitig von anderen farbkräftigen Sorten wie Dornfelder und Dunkelfelder verdrängt.
Synonyme: keine bekannt
Frühere Zuchtnummer: Fr.71-39
Abstammung: Spätburgunder × Teinturier du Cher